# Mauretania na Letnich Igrzyskach Olimpijskich 1996
Mauretanię na Letnich Igrzyskach Olimpijskich 1996 reprezentowało 4 zawodników (sami mężczyźni) startujących w lekkoatletyce. Był to 4 start reprezentantów Mauretanii na letnich igrzyskach olimpijskich.

## Skład kadry

### Lekkoatletyka
Mężczyźni
- Noureddine Ould Ménira – bieg na 100 m – odpadł w eliminacjach,
- Mohamed Ould Brahim – bieg na 200 m – odpadł w eliminacjach,
- Chérif Baba Aidara – bieg ba 800 m – odpadł w eliminacjach
- Sid'Ahmed Ould Mohamedou – bieg na 5000 m – odpadł w eliminacjach